# Bechyně (zámek)
Bechyně je hrad přestavěný na zámek na ostrožně nedaleko soutoku Lužnice a Smutné ve městě Bechyně v okrese Tábor. Od roku 1963 je chráněn jako kulturní památka.

## Historie

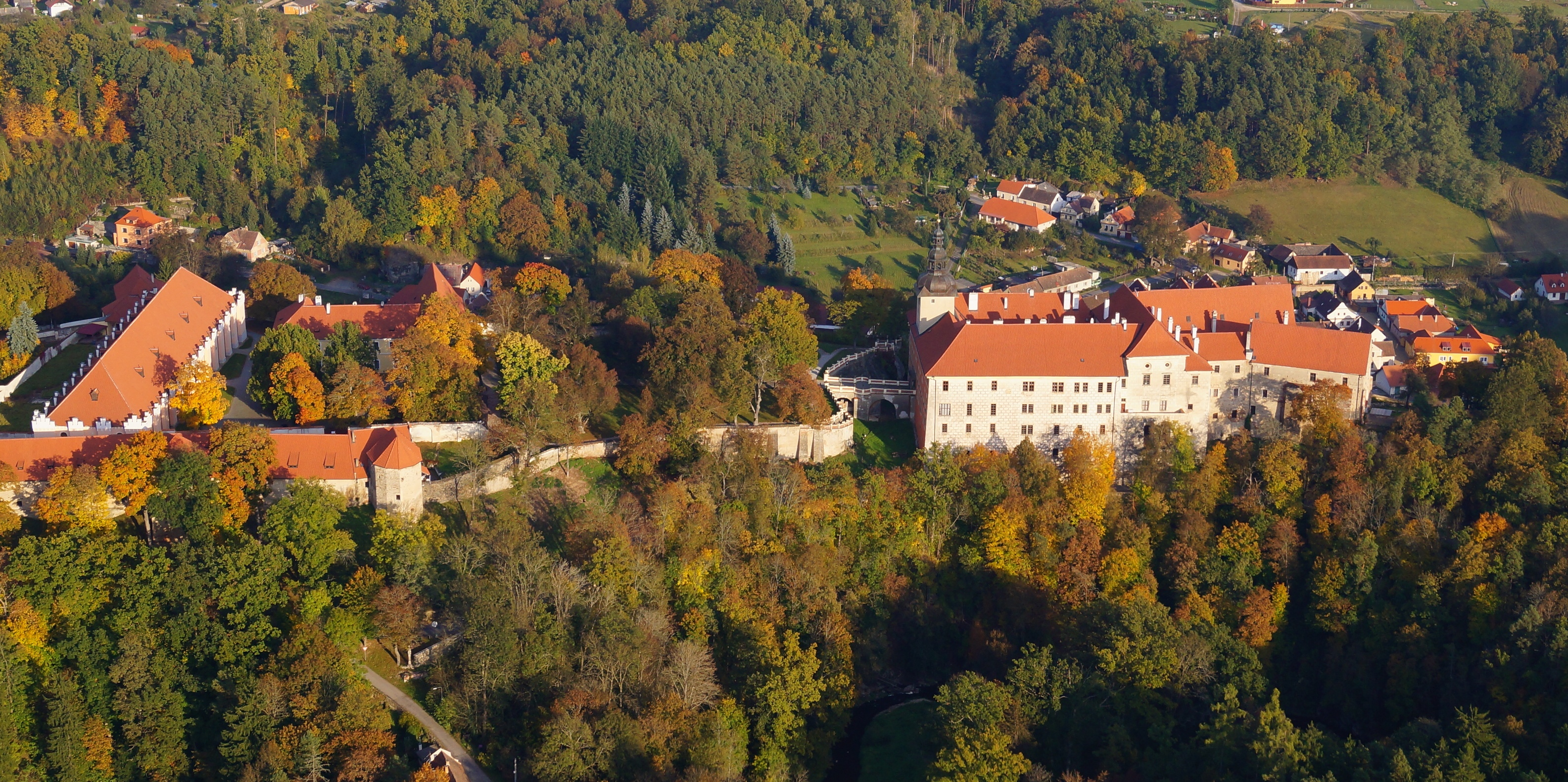
Zámecký areál

Místo, na kterém bechyňský zámek stojí, bylo osídleno už v pravěku. Ačkoliv terénní úpravy během stavby středověkého hradu a pozdějšího zámku s parkem zcela zničily stopy opevnění, předpokládá se, že se zde v některých obdobích nacházelo opevněné hradiště. Nejstarší opevnění bylo pravděpodobně postaveno na přelomu starší a střední doby bronzové. Existence opevněného sídla je možná také v době halštatské a laténské. Předpokládá se, že v pozdní době laténské (150–50 př. n. l.) mělo bechyňské hradiště charakter oppida. Rozloha tehdejších hradišť se přibližně kryla s plochou zámeckého areálu. Ke zvětšení opevněné plochy došlo nejspíše v závěru keltského osídlení.
Nejmladší hradiště bylo v Bechyni postaveno v raném středověku. Početné nálezy keramiky na ostrožně pochází z devátého až první poloviny 10. století. Slovanské hradiště na severu vymezoval příkop, který později odděloval středověký hrad od města. Severně od příkopu se však mohlo nacházet rozsáhlé opevněné předhradí. V 11. a 12. století se Bechyně stala významným přemyslovským správním centrem zmiňovaným Kosmovou kronikou jako provincia Bechin. Existenci kostela na hradišti ve 12. století dokládají písemné prameny, díky kterým známe jména bechyňských arcijáhenů: Dětleba, Heřmana a Engelberta.

### Vrcholný středověk
K založení vrcholně středověkého hradu došlo za vlády Přemysla Otakara II., kdy vyvrcholily snahy českých králů o upevnění svého vlivu v této oblasti. Ten nechal v roce 1268 na pusté hoře Bechyni vystavět hrad, který se měl stát jeho opěrným bodem v jižních Čechách v bojích proti Vítkovcům. Po Přemyslově smrti v roce 1278 a opakovaných bezvládích a především slabé vlády Jana Lucemburského došlo k oslabení královského vlivu v oblasti. Naopak stoupla moc Vítkovců, resp. Rožmberků (především pak Petra I. z Rožmberka), kteří postupně získali části bechyňského panství.

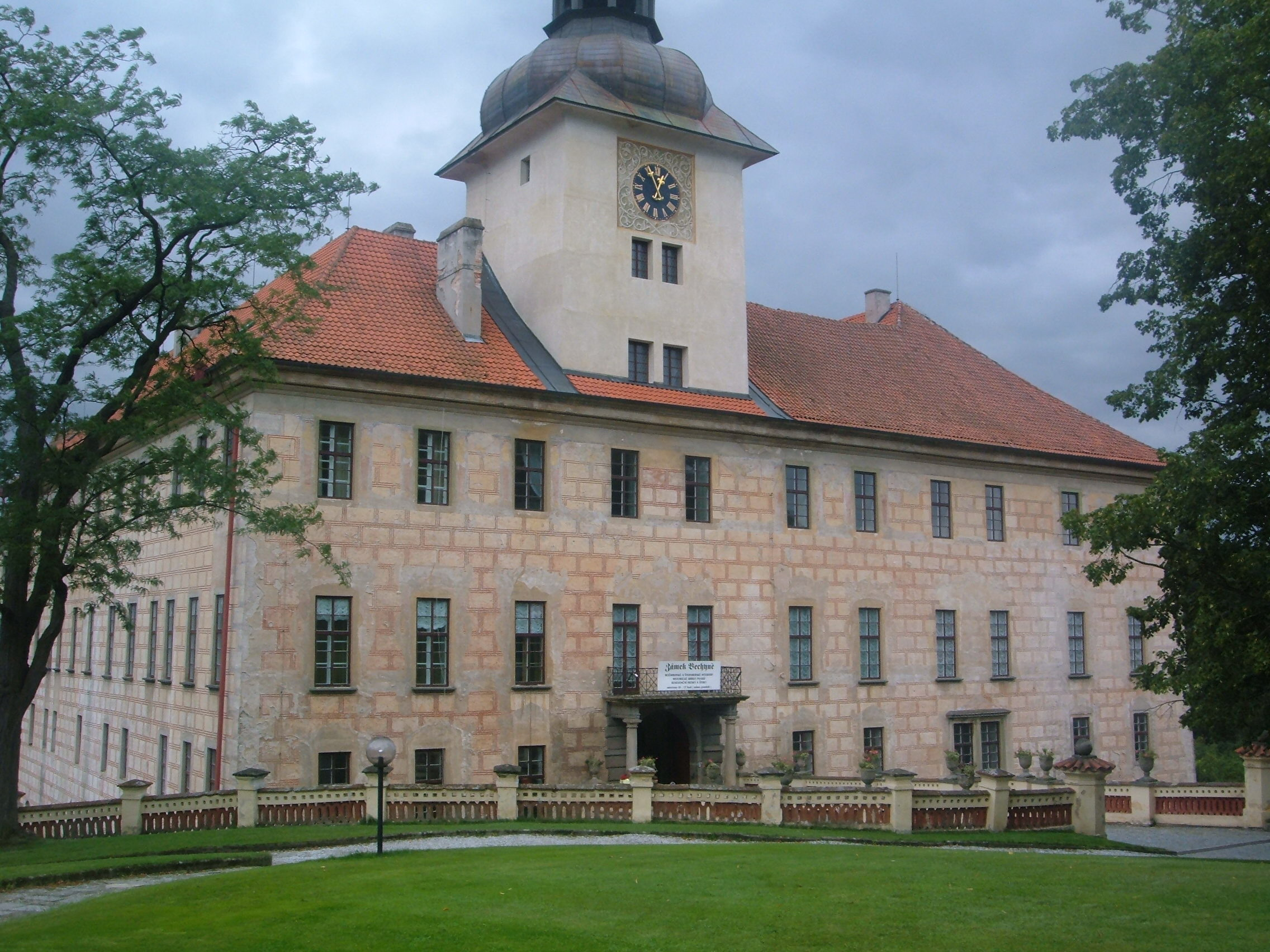
Průčelí renesančního zámku

Před rokem 1340 se Bechyně dostal do majetku Štěpána z Kunštátu a posléze ji vyměnil s Jindřichem Leflem z Lažan, jehož potomci se psali Bechyňové z Lažan, za náchodské panství. Jindřich Lefl byl nejprve příznivcem mistra Jana Husa, později se však přiklonil na stranu císaře Zikmunda. Vzhledem k blízkosti Tábora však jeho postavení nebylo příliš snadné. Roku 1422 byla Bechyně dobyta a vypálena vojsky Jana Hvězdy z Vícemilic. Hrad se však hejtmanovi Zdislavu z Hartvíkova podařilo uhájit. Při obležení Bechyně v roce 1428 se však už hradní posádka vzdala a hrad s městem obsadil Jan Bleha z Těšnice. Během tohoto obléhání padl Jaroslav z Trocnova, bratr Jana Žižky.

### Novověk
V roce 1477 odkoupili od Oldřicha z Grafeneku panství bratři Jaroslav a Zdeslav ze Šternberka. Od jejich dědiců jej pak v roce 1530 odkoupil Kryštof ze Švamberka a na Zvíkově a v roce 1569 Petr Vok z Rožmberka (1539–1611), který nechal hrad v letech 1581–1584 nákladně přestavět. Autorem přestavby byl Baldassare Maggi z Arogna. 

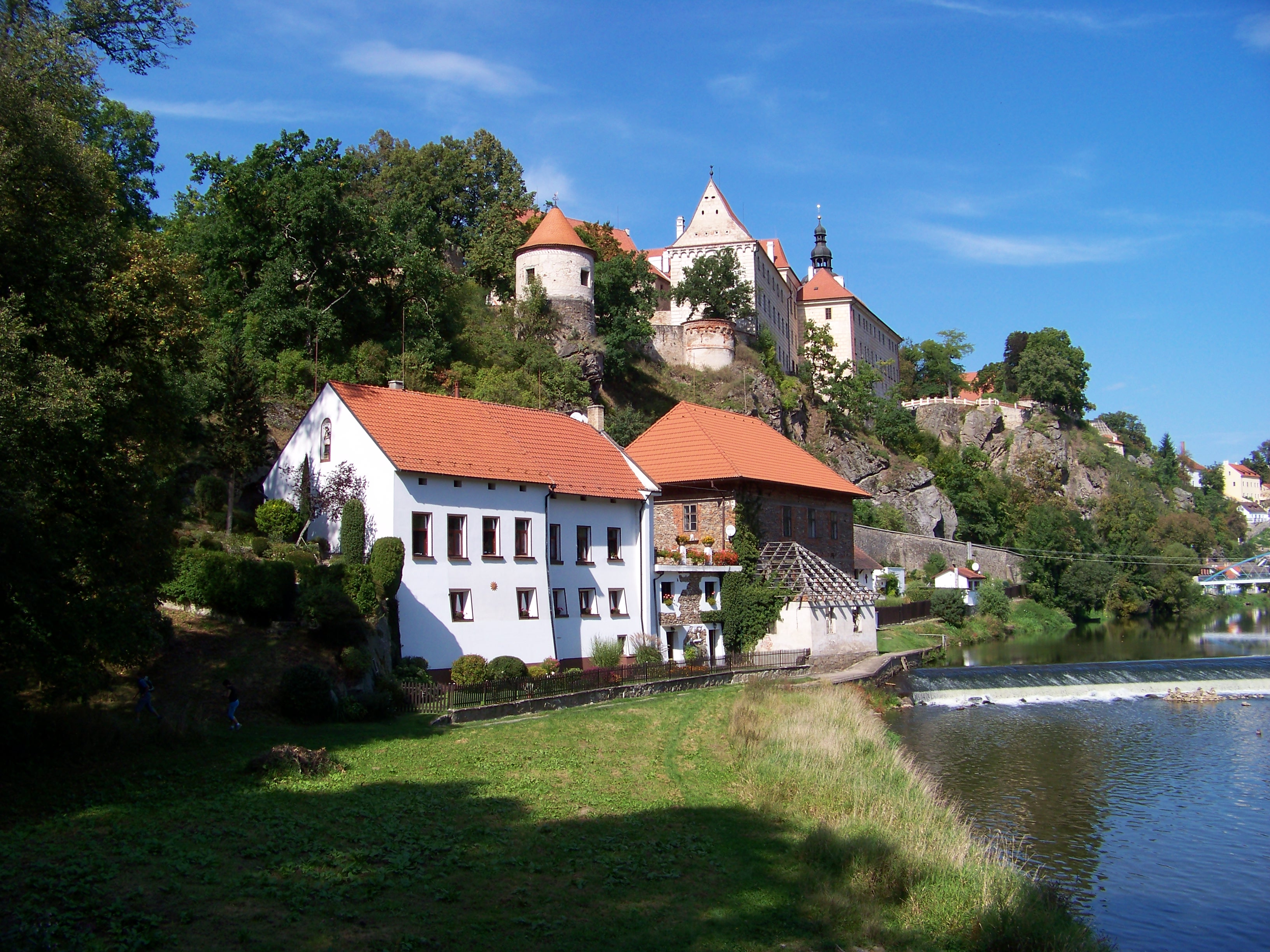
Pohled od ústí říčky Smutné do Lužnice

Petr Vok vedl velmi bohatý společenský život, což se projevilo i ve značné zadluženosti. Po sňatku s Kateřinou z Ludanic se umoudřil, ale po smrti bratra Viléma v roce 1592 po něm převzal jeho dluhy, takže byl nucen některá panství odprodat. V roce 1596 panství zakoupil Adam ze Šternberka a na Sedlci (1575–1623). V držení Šternberků zůstal do roku 1761. Jako důsledek sňatku (1715) dědičky bechyňského panství Marie Terezie Violanty ze Šternberka (1699–1761) s Janem Leopoldem Paarem (1693–1741) přešel zámek do rukou Paarů. Po smrti Marie Terezie zdědil zámek její syn z prvního manželství Jan Václav Paar (1719–1792). Za Paarů prošel zámek řadou drobných úprav.

### Moderní dějiny

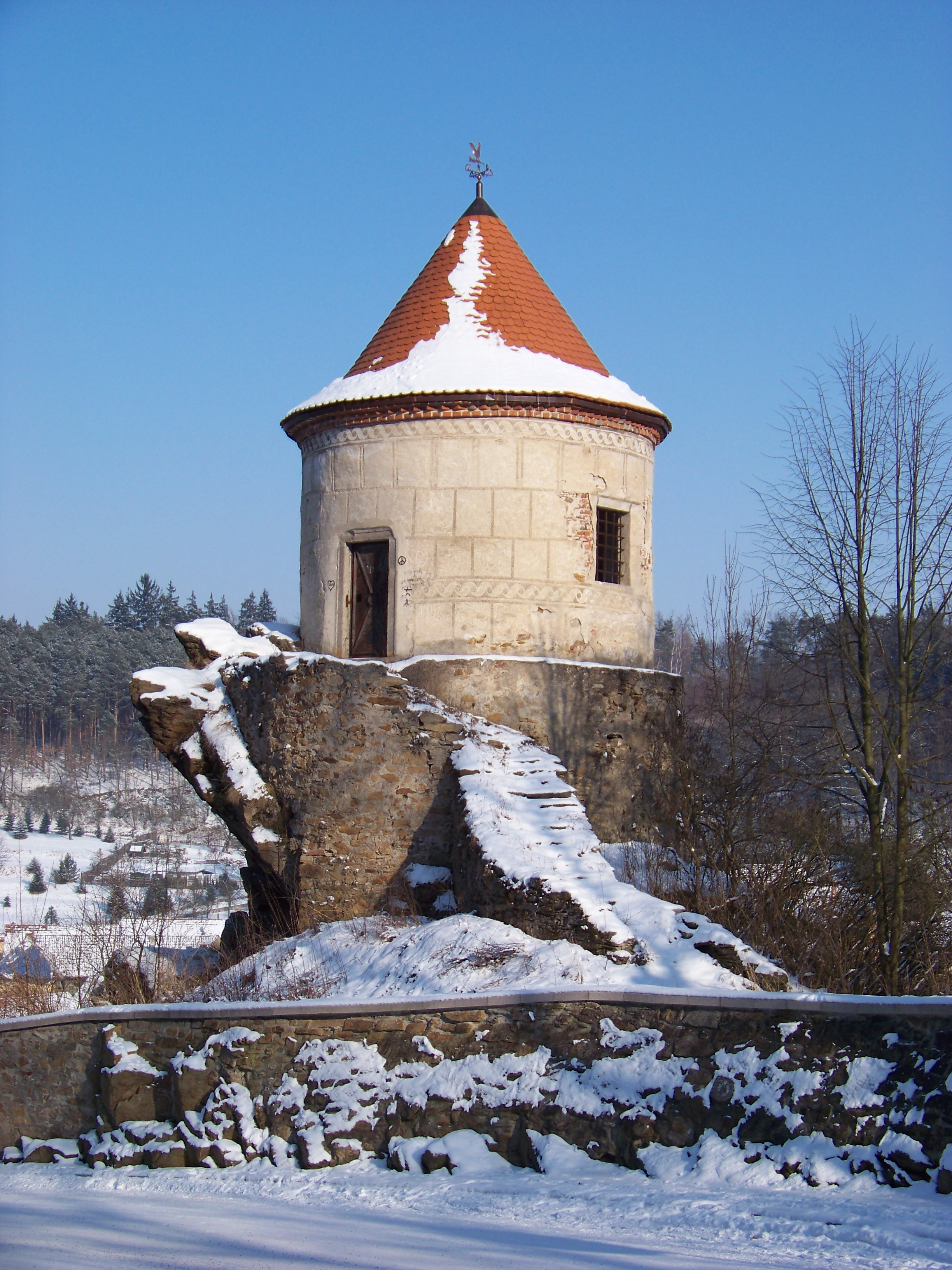
Bašta Kohoutek

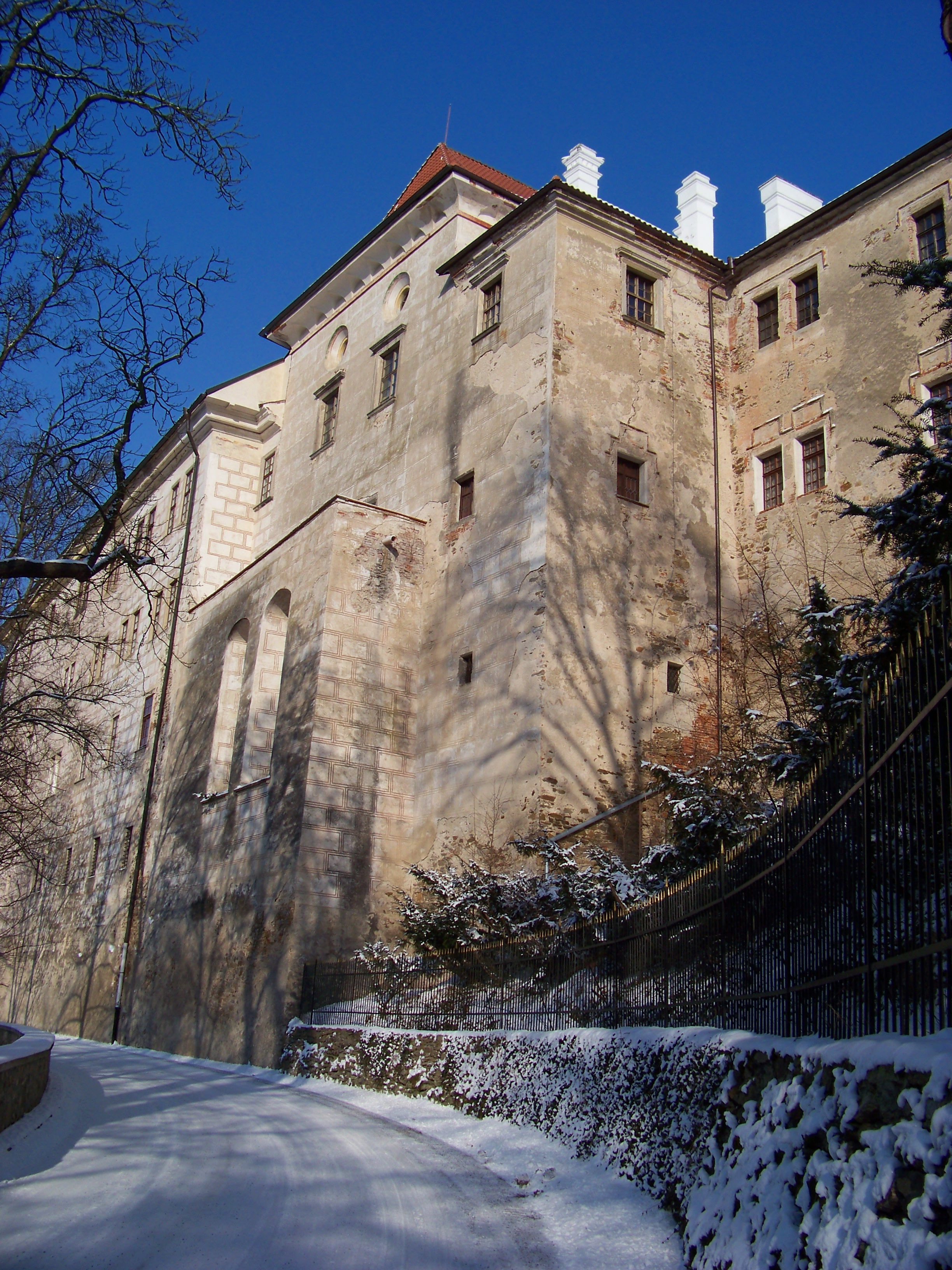
Východní strana severního křídla hradního jádra a jeho napojení na západní křídlo a renesanční zámek

V držení rodu Paarů zámek zůstal do roku 1948, kdy byl znárodněn. Posledním majitelem Bechyně a dalších statků byl kníže Alfons (1903–1979), který byl jedním ze signatářů memoranda české a moravské šlechty prezidentu Háchovi v roce 1939.
V období komunistické totality se z bechyňského zámku stalo rekreační zařízení Akademie věd. Na začátku devadesátých let 20. století zámek restituovali sourozenci Alfons Václav Paar (1932–2016, 7. kníže rodu Paarů), Karel Eduard (emeritní velkopřevor Českého velkopřevorství řádu maltézských rytířů) a Eleonora Markéta (1937–2010, v roce 1960 se jejím manželem stal Carlo Cicogno Mazzoni Conte di Terdobbiate). Vložili ale zámek do společnosti APS a posléze ho prodali. V současnosti obhospodařuje zámek firma Panství Bechyně, která patří jako česká dceřiná společnost pod Panství Bechyně SE / Herrschaft Bechyne SE.
V bývalé zámecké sýpce je nyní výstavní prostor Zámecká sýpka, jehož součástí je expozice Vladimíra Preclíka.

## Stavební podoba
Velikost a podoba pravěkých a raně středověkých hradišť jsou nejasné. K opevnění raně středověkého hradiště snad patřil val, který byl v 15. století využit ke stavbě dělostřeleckého opevnění. Nejasná je i podoba nejstarších stavebních fází vrcholně středověkého hradu. Ten patrně patřil mezi hrady s obvodovou zástavbou, ale oproti dochovanému zámku byl podstatně užší.

### Hrad
Původní hrad byl dvoudílný. Tvořilo jej menší obdélné předhradí na severu a příkopem oddělené hradní jádro. Do předhradí se vstupovalo protáhlou branskou věží nejasného středověkého stáří. Západní stranu chránila hradba a později u ní vznikla budova. Podle starších popisů v předhradí stála, nejspíše v severovýchodním nároží, také věž, kterou nechal v roce 1580 zbořit Baldassare Maggi.
Hluboký příkop mezi předhradím a jádrem byl vytesán ve skále a z obou stran ho uzavíraly hradby. Torzo západní zdi se dochovalo pod podlahou stromového sálu s severním palácovém křídle. S výjimkou severní strany jádro obepínal parkán. Většina parkánové hradby zanikla, ale část se dochovala pod stromovým sálem a na východní straně byla upravena na tarasní zeď.
Zástavbu jádra tvořila tři křídla, z nichž za nejstarší bývá spekulativně označováno jižní křídlo zbořené v roce 1792. Jeho součástí býval průjezd a kaple svaté Ludmily. Předpokládá se, že v prvním patře se nacházel velký sál se čtvercovými komnatami po stranách, což je charakteristická sestava pro paláce hradů Přemysla Otakara II. Západní křídlo má zalomený půdorys a starší je jeho jižní část, v jejímž suterénu se nachází vstup do lednice vytesané ve skále. Z původního východního křídla se dochoval jen suterén a část nádvorní zdi. Pravděpodobně koncem 14. století bylo postaveno mohutné severní křídlo, které se třetinou své hmoty vysunulo do příkopu a na východě i západě pohltilo prostor parkánu. Zdi budovy na všech stranách prolamovala četná obdélná okna s dělicími kamennými kříži.

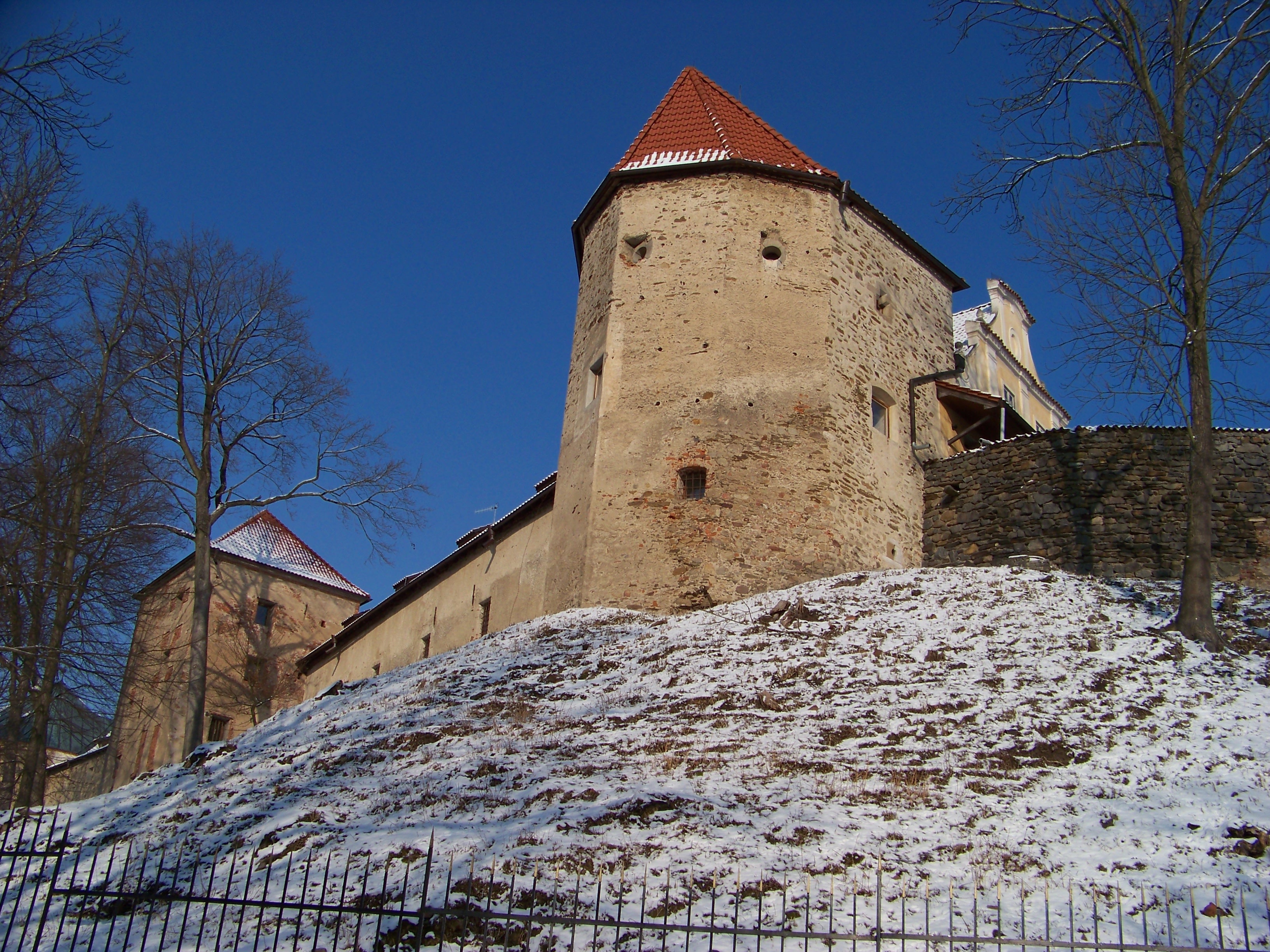
Bašty západní strany prvního předhradí

Ve druhé polovině 15. století byl vylepšen obranný systém hradu a po roce 1477 zahájili Šternberkové rozsáhlé pozdně gotické přestavby. Vstupní stranu zajistila nová hradba vybudovaná obezděním staršího, snad hradištního, valu. Byla vybavena střeleckým ochozem a navazovala na vstupní bránu. Za hradbou vzniklo rozsáhlé první předhradí, kterému dominuje rozměrná budova bývalé sýpky. Na východě poskytoval předhradí dostatečnou ochranu strmý sráz, ale na západní straně byly postaveny tři dělostřelecké bašty. Dvojice bašt zesílila opevnění jádra na východní straně, kde umožnila kontrolu přechodu přes řeku. Větší z nich se nacházela v úrovni příkopu mezi druhým předhradím a jádrem a byla odkryta archeologickým výzkumem v sedmdesátých letech 20. století. Jižní stranu hradního jádra zajistila mohutná štítová hradba zvaná Čertova zeď a pod ní byla na skalce nad řekou postavena bašta Kohoutek. Opevnění na jižní straně nebylo dokončeno.
Úpravy v hradním jádře se dotkly západního křídla, v němž se z pozdněgotické fáze dochovaly síťové klenby v přízemí. V západní části severního křídla stavitel Wendel Rosskopf zřídil čtvercovou místnost zaklenutou žebrovými klenbami, jejichž žebra se sbíhají ve středovém sloupu a imitují uschlé větve stromu. V paláci se dochoval také renesanční portál. Východní křídlo bylo z větší části zbořeno a na jeho místě vznikl nový palác zvaný Jelenice, který pohltil prostor přilehlého parkánu. Gotický krov budovy se dochoval až do sedmdesátých let 20. století, kdy zanikl v důsledku napadení dřevomorkou. Vzhledem k rozšíření paláce musel být vystavěn nový parkán.

### Zámek
Nový zámek v severní části hradu byl postaven v letech 1581–1584. Má tři obytná křídla, která na jihu navazují na severní křídlo gotického hradu. Nad vstupem stojí hranolová věž. Vnější fasády zámku zdobí sgrafitová rustika a lunetová římsa. Kolem oken vstupního průčelí jsou malované iluzívní manýristické rámce z doby okolo roku 1585. Malby z let 1585–1591 se dochovaly také na třech nádvorních fasádách.
Sýpka v předhradí pochází z 16. století, ale dochovaná podoba je výsledkem úprav z roku 1737 a novogotické přestavby okolo roku 1864.

### Obléhací tábor
Jižně od zámku jsou na návrší nad soutokem Smutné a Lužnice patrné terénní pozůstatky obléhacího tábora z roku 1428. Na západě tábor chránilo opevnění, které se dochovalo v podobě valu zesíleného dvěma nebo třemi čtverhrannými baštami. Na okraji severního srázu jsou zbytky palebných postavení.